# Hohenstadt
Hohenstadt là một đô thị thuộc huyện Göppingen (huyện) ở bang Baden-Württemberg thuộc miền nam Đức. Đô thị này có diện tích 11,64 km², dân số thời điểm 31 tháng 12 năm 2020 là 928 người. Hohenstadt toạ lạc ở cao nguyên Swabian Alb, khoảng 20 km về phía nam Göppingen.